# Puerto Asís
Puerto Asís è un comune della Colombia facente parte del dipartimento di Putumayo.
L'abitato venne fondato da Estanislao de las Corts e Idelfonso de Tulcán nel 1912, mentre l'istituzione del comune è del 24 ottobre 1967.